# Jerzy Pietkiewicz (poseł)
Jerzy Pietkiewicz (ur. 16 czerwca 1947 w Ełku) – polski nauczyciel i polityk, poseł na Sejm X kadencji (1989–1991).

## Życiorys
Ukończył studia na Uniwersytecie Gdańskim w 1974, uzyskując tytuł zawodowy magistra historii. Pracował jako nauczyciel historii m.in. w Zespole Szkół nr 3 w Ełku. W 1980 wstąpił do Niezależnego Samorządnego Związku Zawodowego „Solidarność”, Współpracował z prasą drugiego obiegu, pisał pod pseudonimem Piotr Jerzycki, kolportował „Tygodnik Mazowsze”.
W 1989 uzyskał mandat posła na Sejm X kadencji z okręgu suwalskiego jako kandydat bezpartyjny rekomendowany przez Komitet Obywatelski „Solidarność”). Należał Obywatelskiego Klubu Parlamentarnego, zasiadał w Komisji Spraw Zagranicznych. Nie ubiegał się o reelekcję, nie udzielał się też politycznie. W 2002 kandydował do rady miasta w Ełku z listy lokalnego, prawicowego komitetu. Działacz oddziału Towarzystwa Miłośników Wilna i Ziemi Wileńskiej.